# Zivilarbeiter Bataillon

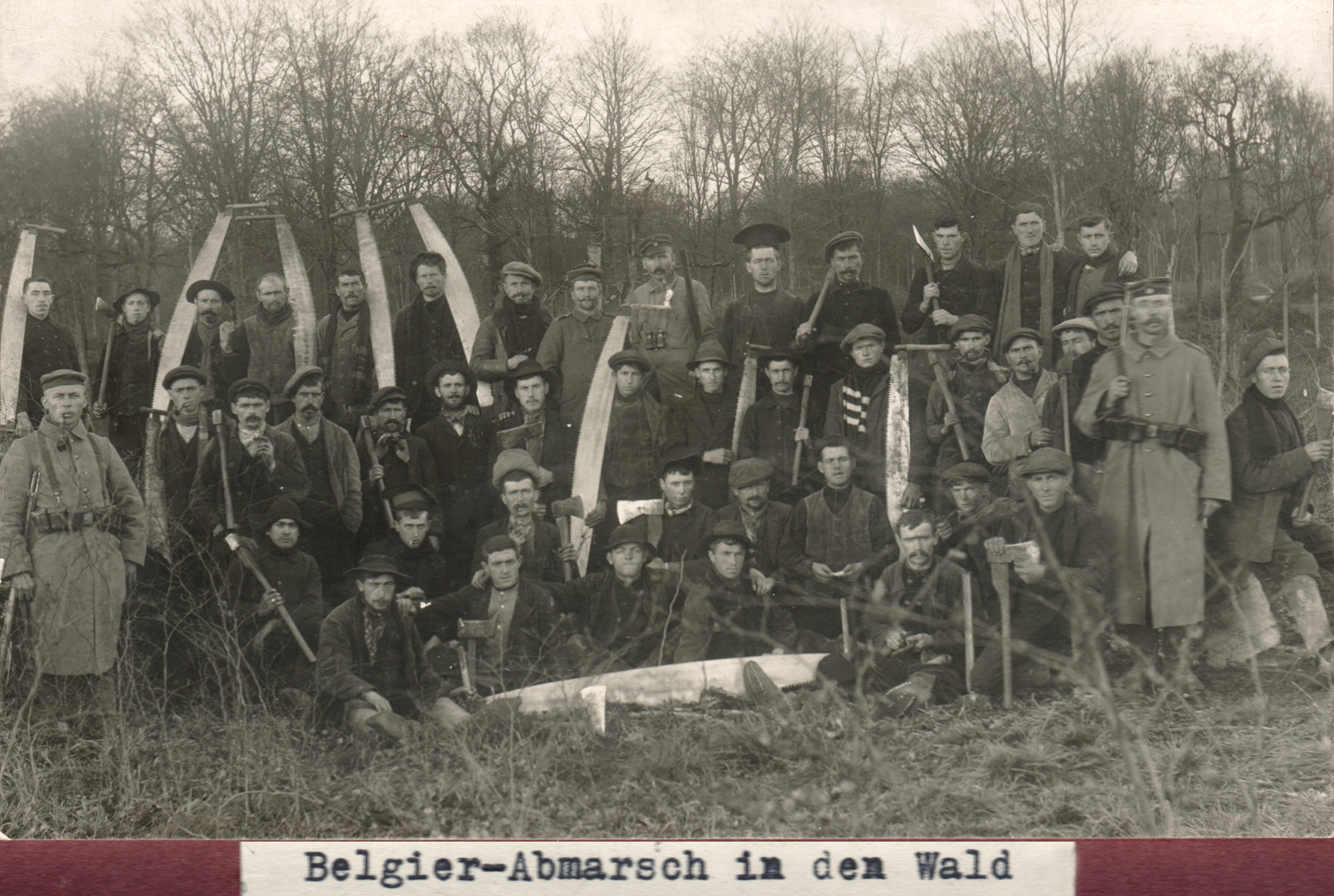
Opgeëisten van een Zivilarbeiter Bataillon met Belgische dwangarbeiders in Joeuf (Noord-Frankrijk)

Een Zivilarbeiter Bataillon was een bataljon van Belgische dwangarbeiders dat tijdens de Eerste Wereldoorlog werd ingezet om infrastructuurwerken uit te voeren, veelal vlak achter het front. De dwangarbeiders werden ZAB’ers genoemd.

## Aanleiding
De massale mobilisatie van soldaten veroorzaakte al snel na het begin van de Eerste Wereldoorlog een tekort aan arbeiders in de Duitse industrie. Om dit probleem op te lossen, lanceerde de Duitse bezetter een oproep aan werkloze arbeiders om zich te melden, maar ondanks de vergoeding bleef het succes ondermaats.
In september 1916 werd het duidelijk dat de Slag om Verdun en de Slag aan de Somme nauwelijks iets hadden opgeleverd. Daarom besloten de Duitsers tot een strategische terugtrekking op de Hindenburglinie. Binnen een strook van enkele kilometers werd de hele burgerbevolking op transport gezet, terwijl het hele gebied werd klaargemaakt als frontstreek. Ook voor deze infrastructuurwerken wilde de Duitse bezetter Belgische werklozen inschakelen.

## Opeisingen
De Duitsers creëerden een wettelijk kader voor de opeisingen dat op 3 oktober 1916 van kracht werd. De eerste mannen in de leeftijdscategorie van 18 tot 35 jaar uit bezet gebied (België, Frankrijk, Rusland) werden al enkele dagen later opgepakt en met de trein op transport gezet. 
Ze kwamen er terecht in werkkampen vlak bij het front. Ze moesten er bossen kappen, nieuwe wegen en spoorwegen aanleggen en loopgraven bouwen. De levensomstandigheden in de werkkampen waren zo erbarmelijk dat heel wat opgeëisten het leven laten door honger, mishandelingen en uitputting. Anderen kwamen dan weer om door Duitse of geallieerde bombardementen.
In mei 1917 keerden de eerste opgeëisten terug naar huis en kreeg België en de rest van de wereld lucht van de mishandelingen die de opgeëisten hadden ondergaan tijdens de barre winter van 1916-1917. Allen getuigden ze van de onmenselijke omstandigheden waarin ze moesten werken. Deze getuigenissen zorgden ervoor dat nog meer mannen onderdoken, waarop de Duitsers hoge boetes invoerden voor elke gevluchte opgeëiste. Het oppakken van mensen kende een hoogtepunt in het najaar van 1916, maar ging door tot de Wapenstilstand in 1918. Naarmate de oorlog vorderde en de Duitse bezetter steeds minder werklozen kon oppakken, ging ze ook driester te werk en hield ze nachtelijke razzia’s in arbeiderswijken.

## Aantal, leeftijd en achtergrond van de opgeëisten
Naar schatting werden 120.000 Belgische mannen opgeëist. Daarbij lag het zwaartepunt in de provincies West-Vlaanderen, Oost-Vlaanderen, Henegouwen en Luxemburg. In Oost-Vlaanderen werd gemiddeld 3% van de totale bevolking opgeëist, in Brabant amper 0,66%. 
Dikwijls ging het om ongehuwde mannen tussen 17 en 39, en in de eerste plaats arbeiders.
De opgeëiste mannen worden ondergebracht in Zivil Arbeiter Bataillonen. Elk ZAB bestaat uit vier compagnieën van 500 man en wordt bewaakt door een Landsturm-Kompanie. Elke opgeëiste draagt op de linkerborstzijde van zijn burgerkleding het bataljonnummer en zijn volgnummer binnen het bataljon, wat het vluchten moet bemoeilijken. Daarnaast dragen de Belgen op de rechterarm een 10 cm brede, gele band om hun nationaliteit aan te duiden.

## Terugkeer uit de kampen
Na de terugkeer brak voor veel opgeëisten een lange revalidatieperiode aan. Sommigen bleven hun hele verdere leven arbeidsongeschikt. Bovendien werd de opgeëisten die levend zijn teruggekomen, vaak verweten dat zij gewerkt hebben voor de bezetter. Her en der werden opgeëistenbonden opgericht om de belangen van de voormalig opgeëisten te verdedigen en een schadevergoeding te eisen.
De weg naar schadeloosstelling verliep dan ook erg hobbelig. De wet van 10 juni 1919 houdende herstel van de burgerlijke slachtoffers van de oorlog kende een eerste schadevergoedingen toe aan de opgeëisten. Maar de inkt van deze wet is nauwelijks droog, of de opgeëistenbonden lieten opnieuw van zich horen. Met de wet van 25 juli 1921 houdende herziening van de maatregelen inzake schadevergoeding aan burgerlijke slachtoffers kregen de opgeëisten maatschappelijk erkenning. In 1922 riep de Belgische overheid het “Kruis van de Weggevoerden 1914-1918”, een herdenkingsmedaille, in het leven.
Als eerbetoon aan de opgeëisten verrezen in heel wat Belgische steden en gemeenten in de jaren 1920 monumenten voor de opgeëisten. Andere gemeenten, waaronder Aalst, Ninove en Geraardsbergen, doopten een straat om tot Weggevoerdenstraat of Wegvoeringstraat. Een Opgeëistenstraat is er in Denderleeuw, Ronse en Zelzate. Gent bedacht de weggevoerden met een Opgeëistenlaan.